# 洪龍浩
天主之僕洪龍浩（英語：Francis Borgia Hong Yong-ho；1906年10月12日—？），是天主教朝鮮籍主教。曾任北韓平壤教區主教，1949年起被北韓政府囚禁失蹤，相信被迫害至死，已展開封聖程序。

## 生平
洪龍浩出生于1906年10月12日在朝鲜平安道平壤，1933年5月25日（基督昇天日）晉鐸。1944年3月24日，洪龍浩獲時任教宗庇護十二世任命爲平壤宗座代牧區宗座代牧，領銜阿爾及利亞奧齊亞教區主教。同年6月29日（聖伯多祿及聖保祿宗徒節），由德源自治會院區院牧兼平壤宗座署理波尼法爵‧蘇爾主教主禮晉秧。
1962年3月10日，聖座將平壤宗座代牧區升格為平壤教區，當時下落不明洪龍浩主教仍獲時任教宗若望二十三世任命爲平壤教區首任主教。

## 失蹤及宣告死亡
他于1949年被金日成政府囚禁後沒了消息。2006，根據平壤教區的前任宗座署理、首爾總主教鄭鎮奭樞機稱：
沒有消息证明有司鐸在1940年代末的迫害中存活下來，當時166名司鐸以及修士被殺或被綁架。《宗座年鑑》仍然將當時的平壤主教，主教洪龍浩，列為失蹤，他若活到現在已經是100歲了。這是圣座的姿態，以指明朝鮮教會經受並仍在發生的悲劇。
2013年公佈的《宗座年鑑》，洪主教被宣佈辭世，教區主教之位隨即出缺。韓國主教團已請求梵蒂岡冊封聖人部發出「無異議」許可，從而為洪主教及其他八十位在北韓遇害的殉道者啟動宣福程序。